# Tübingen (vùng)
Tübingen là một trong 4 vùng hành chính (Regierungsbezirk) của bang Baden-Württemberg, Đức.

## Các đơn vị hành chính trong vùng
| Kreise (Huyện)                                                                                            | Kreisfreie Städte (Thị xã) |
| --- | -------------------------- |
| 1. Alb Donau 2. Biberach 3. Bodensee 4. Ravensburg 5. Reutlingen 6. Sigmaringen 7. Tübingen 8. Zollernalb | 1. Ulm                     |